# Carlos Enrique Rentería
Carlos Enrique Rentería Olaya (5 de julho de 1995, Valle del Cauca, Colômbia), conhecido como Neneco Rentería, é um jogador de futebol colombiano que atua na posição de Médio Defensivo
Médio Defensivo, atualmente está no Académico de Viseu.

## Carreira
Carlos "Neneco" Rentería iniciou a carreira no Deportivo Cali (Colômbia), teve uma rápida passagem pelo futebol mexicano atuando pelo Juárez (México) e, depois, se transferiu para o Tolima (Colômbia).
Apesar de ter feito uma boa passagem pelo Tolima, o jogador acumulou episódios de indisciplina, especialmente relacionados a bebidas alcoólicas.
Em agosto de 2020, quando estava sem contrato após passagem pelo Tolima, foi contratado pelo Botafogo de Futebol e Regatas, com o aval do então treinador botafoguense Paulo Autuori, que conhecia o meio-campista em razão do período que esteve à frente do Atlético Nacional, onde ficou até o meio de 2019, e enfrentou o time do jogador. Foi celebrado contrato de dois anos, até o fim de agosto de 2022, com cláusula permitindo a rescisão após o Campeonato Brasileiro, ficando o Botafogo com 80% dos direitos econômicos do jogador, que manteve os 20% restantes.
Rentería chegou a ser titular no começo da passagem pelo Botafogo, mas não se destacou e logo deixou de ser relacionado para começar as partidas, sendo que em 28/01/2021, após apenas doze partidas pela equipe alvinegra, o clube anunciou que o atleta não participaria das das rodadas finais do Campeonato Brasileiro.. Em 04/03/2021, a rescisão do atleta com o Botafogo foi publicada no Boletim Informativo Diário (BID) da CBF 